# Божитухом (гміна)
Гміна Божитухом (пол. Gmina Borzytuchom) — сільська гміна у північній Польщі. Належить до Битівського повіту Поморського воєводства.
Станом на 31 грудня 2011 у гміні проживало 2998 осіб.

## Територія
Згідно з даними за 2007 рік площа гміни становила 108.57 км², у тому числі:
- орні землі: 41.00%
- ліси: 50.00%

Таким чином, площа гміни становить 4.95% площі повіту.

## Населення
Станом на 31 грудня 2011:
| Опис     | Загалом | Загалом | Чоловіки | Чоловіки | Жінки | Жінки |
| -------- | ------- | ------- | -------- | -------- | ----- | ----- |
| одиниця  | осіб    | %       | осіб     | %        | осіб  | %     |
| все      | 2998    | 100     | 1530     | 51.03    | 1468  | 48.97 |
| міське   | 0       | 100     | 0        |          | 0     |       |
| сільське | 2998    | 100     | 1530     | 51.03    | 1468  | 48.97 |

## Сусідні гміни
Гміна Божитухом межує з такими гмінами: Битів, Дембниця-Кашубська, Колчиґлови, Тухоме, Чарна Домбрувка.